# Сан-Хосе-де-Миранда
Сан-Хосе-де-Миранда (исп. San José de Miranda) — город и муниципалитет в северо-восточной части Колумбии, на территории департамента Сантандер. Входит в состав провинции Гарсия-Ровира.

## История
Поселение, из которого позднее вырос город, было основано капитаном 8 сентября 1915 года. Муниципалитет Сан-Хосе-де-Миранда был выделен в отдельную административную единицу в 1917 году.

## Географическое положение

Муниципалитет Сан-Хосе-де-Миранда

Город расположен в восточной части департамента, в горной местности Восточной Кордильеры, к западу от реки Сервита, на расстоянии приблизительно 63 километров к юго-востоку от города Букараманги, административного центра департамента. Абсолютная высота — 1983 метра над уровнем моря.
Муниципалитет Сан-Хосе-де-Миранда граничит на севере с территорией муниципалитета Малага, на западе — с муниципалитетом Молагавита, на востоке — с муниципалитетом Энсисо, на юго-востоке — с муниципалитетом Капитанехо, на юге — с территорией департамента Бояка. Площадь муниципалитета составляет 85 км².

## Население
По данным Национального административного департамента статистики Колумбии, совокупная численность населения города и муниципалитета в 2015 году составляла 4346 человек.
Динамика численности населения муниципалитета по годам:
| 2005 | 2006 | 2007 | 2008 | 2009 | 2010 | 2011 | 2012 | 2013 | 2014 | 2015 |
| ---- | ---- | ---- | ---- | ---- | ---- | ---- | ---- | ---- | ---- | ---- |
| 4855 | 4780 | 4726 | 4676 | 4632 | 4588 | 4535 | 4487 | 4438 | 4395 | 4346 |

Согласно данным переписи 2005 года мужчины составляли 50,5 % от населения Сан-Хосе-де-Миранды, женщины — соответственно 49,5 %. В расовом отношении белые и метисы составляли 99,96 % от населения города; негры, мулаты и райсальцы — 0,04 %.
Уровень грамотности среди всего населения составлял 88,6 %.

## Экономика
Основу экономики Сан-Хосе-де-Миранды составляет сельское хозяйство.
68,1 % от общего числа городских и муниципальных предприятий составляют предприятия торговой сферы, 16,7 % — предприятия сферы обслуживания, 13,9 % — промышленные предприятия, 1,3 %— предприятия иных отраслей экономики.

## Транспорт
Через город проходит национальное шоссе № 55 (исп. Ruta Nacional 55).